# Siebel Si 204
Il Siebel Si 204 era un piccolo bimotore da trasporto e da addestramento sviluppato dall'azienda aeronautica tedesca Siebel Flugzeugwerke WG nei tardi anni trenta e prodotto, oltre che dalla stessa (solo prototipi) su licenza anche da alcune altre aziende nazionali ed estere, prima, durante e dopo il termine della seconda guerra mondiale. Fu, assieme al Focke-Wulf Fw 58, il più importante aereo tedesco della sua categoria.
Sviluppato su richiesta della compagnia aerea di bandiera tedesca, la Deutsche Luft Hansa (DLH), il modello risultava una versione ingrandita dal precedente Fh 104 ed adatta al mercato dell'aviazione commerciale, tuttavia il Si 204 venne acquisito anche dalla Luftwaffe che lo utilizzò, in una versione modificata, come aereo da addestramento per gli equipaggi.
Al termine della guerra venne preso in carico da quasi tutte le potenze vincitrici, venendo anche prodotto in Francia e in Cecoslovacchia rispettivamente dalla SNCAC (NC-701 e NC-702 Martinet) e dall'Aero Vodochody (C-3 e C-103).

## Storia del progetto
Nei tardi anni trenta il Reichsluftfahrtministerium (RLM), il ministero che nel periodo della Germania hitleriana sovraintendeva all'intera aviazione tedesca, emise una specifica per conto della compagnia aerea nazionale, la DLH, per la fornitura di un nuovo modello, un velivolo da trasporto leggero civile adatto al trasporto otto passeggeri su tratte medio-corte. Il Technisches Amt, organo tecnico della struttura, suggerì che il progetto potesse essere facilmente convertito alle esigenze militari.
Alla richiesta risposte la Siebel Flugzeugwerke affidandone lo sviluppo all'ufficio tecnico dell'azienda diretta dall'ingegner Friedrich Fecher. Fecher disegnò un progetto basandosi sul precedente Fh 104 ma con dimensioni maggiorate, con il risultato di un velivolo dalla simile impostazione che visivamente se ne discostava per l'adozione di un impennaggio a due derive invece della convenzionale monoderiva del precedente modello. Lo sviluppo del modello, dalla costruzione interamente metallica e dalla capacità di otto passeggeri e un membro dell'equipaggio, prevedeva l'adozione di una coppia di motori Argus As 410 da 360 PS (265 kW) ciascuno al decollo (altre fonti affermano 465 hp (346,75 kW) ciascuno) abbinati ad altrettante eliche bipala da 2,60 m di diametro, con serbatoi per una capacità di 620 L di combustibile.
I primi due prototipi, rappresentativi della versione commerciale Si 204 A, riproponevano l'impostazione dell'Fh 104, con una cabina di pilotaggio ad un unico posto centrale e naso scalinato, e rispettivamente volarono per la prima volta probabilmente il 25 maggio 1940 e nel gennaio 1941. Dopo l'inizio del secondo conflitto mondiale il progetto fu modificato destinandolo al ruolo di addestratore avanzato per il volo strumentale; questo terzo prototipo ebbe il suo volo inaugurale tra la fine del dicembre 1940 e la fine del gennaio 1941. In totale la Siebel costruì quindici prototipi, il quinto dei quali destinato a test di resistenza strutturale.
A quel tempo la Siebel era impegnata nella produzione su licenza dello Junkers Ju 88 per cui nello stabilimento di Halle si riuscì a realizzare solamente quindici prototipi. Per ovviare a questa mancanza di risorse venne deciso di trasferire la produzione alla SNCAC (Société nationale de constructions aéronautiques du Centre), nella Francia occupata, analogamente a quanto fatto per altri velivoli, per non gravare ulteriormente con commissioni le già oberate aziende in territorio nazionale.

## Impiego operativo
Il Si 204 D venne impiegato principalmente nelle B- e C-School, scuole di volo avanzate, e dalla FÜG 1, probabilmente come aereo navetta per gli equipaggi che dovevano raggiungere i loro velivoli presso le proprie unità di volo. L'utilizzazione come addestratore per volo strumentale fu sporadico, mentre come addestratore per operatori radio non esiste alcun riscontro.
Il Si 204 A venne impiegato principalmente nelle squadriglie di collegamento e appunto come aereo di collegamento per gli ufficiali superiori, secondariamente nelle scuole di volo.
Nel luglio 1944 cinque esemplari di Si 204 furono destinati alla conversione in caccia notturno ma non sono stati assegnati ulteriori velivoli. Essi probabilmente erano destinati alla preserie E-0 ma non vi è alcun documento che comprovi il loro utilizzo in combattimento.
La Deutsche LuftHansa ha ricevuto almeno quattro esemplari di Si 204 in versione civile. Il primo prototipo, immatricolato D-AEFR, è stato valutato tra marzo e maggio 1941 da Lufthansa Prague, il secondo, immatricolato D-ASGU venne usato in una rotta regolare come aereo da trasporto dall'estate 1942 alla successiva del 1943. Alla fine della seconda guerra mondiale un Si 204 D rimase alla Berlin-Tempelhof (chiamato “Rhein”). Un altro esemplare venne catturato dalle forze alleate all'atterraggio di un volo diretto ad Enns in Austria.
Un esemplare venne catturato dalle truppe sovietiche e successivamente utilizzato in diversi ruoli, nella compagnia aerea nazionale Aeroflot e presso la TsAGI, ma che venne rapidamente sostituito con velivoli di produzione nazionale.

## Versioni
Nel gennaio 1943 entrò in produzione la versione Si 204 D (le versioni B e C rimasero sulla carta), pensata per l'addestramento degli equipaggi agli aerei plurimotore e dotati di fusoliera modificata, più corta e con il naso interamente vetrato, e motori Argus As 411 da 600 PS (441 kW) ciascuno. Tra l'aprile 1942 ed il novembre 1943 alla SNCAC vennero prodotti sia la versione A-1 passeggeri che la A-0 di preserie, oltre alla versione D uscita dalla fabbrica dall'agosto 1943.
Nel protettorato nazista cecoslovacco, la Böhmisch-Mährische Maschinenfabrik (BMM), la Českomoravská-Kolben-Daněk (ČKD) così ridenominata per esigenze politiche, iniziò, nel gennaio 1943, la produzione del D-0, la versione destinata alla scuola di volo strumentale, successivamente integrati da altri 44 esemplari D-0 di preserie. La produzione della versione di serie, denominata D-1, venne avviata nel marzo 1943 ed affidata, sempre in Cecoslovacchia, alla Aero Vodochody, successivamente seguita nel giugno/luglio 1943 anche dalla BMM. Nell'agosto 1943 anche la SNCAC iniziò la produzione dei D-1.

### Prototipi
| Tabella riassuntiva delle caratteristiche dei prototipi dei Si 204 |              |                                                      |        |                                      |                                                             |
| Versione                                                           | Motore       | Ruolo                                                | Marche | Primo volo                           | Note                                                        |
| V1                                                                 | Argus As 410 | Prototipo di aereo passeggeri                        | D-AEFR | 25 maggio 1940 (?)                   | non menzionato nel novembre 1942, demolito?                 |
| V2                                                                 | Argus As 410 | prototipo versione passeggeri                        | D-ASGU | gennaio 1941 (?)                     | distrutto il 26 febbraio 1944 all'Erprobungsstelle Rechlin  |
| V3                                                                 | Argus As 410 | prototipo versione addestratore volo strumentale     |        | fine dicembre 1940-fine gennaio 1941 | distrutto il primo giugno 1942 all'Erprobungsstelle Rechlin |
| V4                                                                 | Argus As 411 | prototipo versione addestratore volo strumentale     | KM+GB  | prima del novembre 1942              |                                                             |
| V5                                                                 |              | prototipo destinato a test di resistenza strutturale |        |                                      |                                                             |
| V6                                                                 | Argus As 410 | valutazione motore As 410                            |        | dicembre 1942                        |                                                             |
| V7                                                                 | Argus As 410 | ricognitore meteorologico                            |        |                                      |                                                             |
| V8                                                                 | Argus As 410 | valutazione generale volo                            |        |                                      |                                                             |
| V9                                                                 | Argus As 410 | valutazione generale volo                            |        |                                      | distrutto il 30 giugno 1943 Scuola di volo C-16 Burg        |
| V10                                                                | Argus As 410 | valutazione generale volo                            |        |                                      |                                                             |
| V11                                                                | Argus As 410 | valutazione generale volo                            |        |                                      |                                                             |
| V12                                                                | Argus As 410 | valutazione generale volo                            |        |                                      | distrutto il 13 marzo 1944 all'Erprobungsstelle Rechlin     |
| V13                                                                | Argus As 410 | valutazione generale volo                            |        |                                      |                                                             |
| V14                                                                | Argus As 411 | prototipo versione D-2                               |        |                                      |                                                             |
| V15                                                                | Argus As 411 | valutazione motore As 411                            |        |                                      |                                                             |

### Produzione
La produzione dei D-3 ebbe inizio nell'ottobre 1944 presso lo stabilimento dell'Aero. I D-3 avevano le ali realizzate in legno ed i piani di coda in costruzione mista legno/metallo. In Francia la produzione SNCAN dei D-1 ebbe termine per effetto della liberazione di Parigi nell'agosto del 1944; in tutto vennero prodotti 168. La BMM produsse il Si 204 sino a fine ottobre 1944 per poi dedicarsi solamente a pezzi di ricambio per l'apparecchio. La tabella di produzione della cecoslovacca Aero prevedeva la realizzazione di 486 esemplari entro marzo 1945, al termine della quale avrebbe dovuto iniziare a produrre il D-3, tuttavia nel gennaio 1945 erano stati completati già 541 apparecchi, totalizzando fino a quella data una produzione complessiva, prototipi inclusi, di 1 216 esemplari.
| Tabella riassuntiva della produzione dei Si 204 fino al 31 gennaio 1945 |        |       |         |      |        |
| Versione                                                                | Siebel | SNCAN | BMM/ČKD | Aero | Totale |
| Prototipi                                                               | 15     |       |         |      | 15     |
| A-0                                                                     |        | 30    |         |      | 30     |
| A-1                                                                     |        | 85    |         |      | 85     |
| D-0                                                                     |        |       | 45      |      | 45     |
| D-1                                                                     |        | 53    | 447     | 477  | 977    |
| D-3                                                                     |        |       |         | 64   | 64     |
| TOTALE                                                                  | 15     | 168   | 492     | 541  | 1 216  |

Fonte: documentazione acquisita presso il Federal Archive/Military Archive Freiburg ed il Lufthansa-Archive, Colonia, Germania.

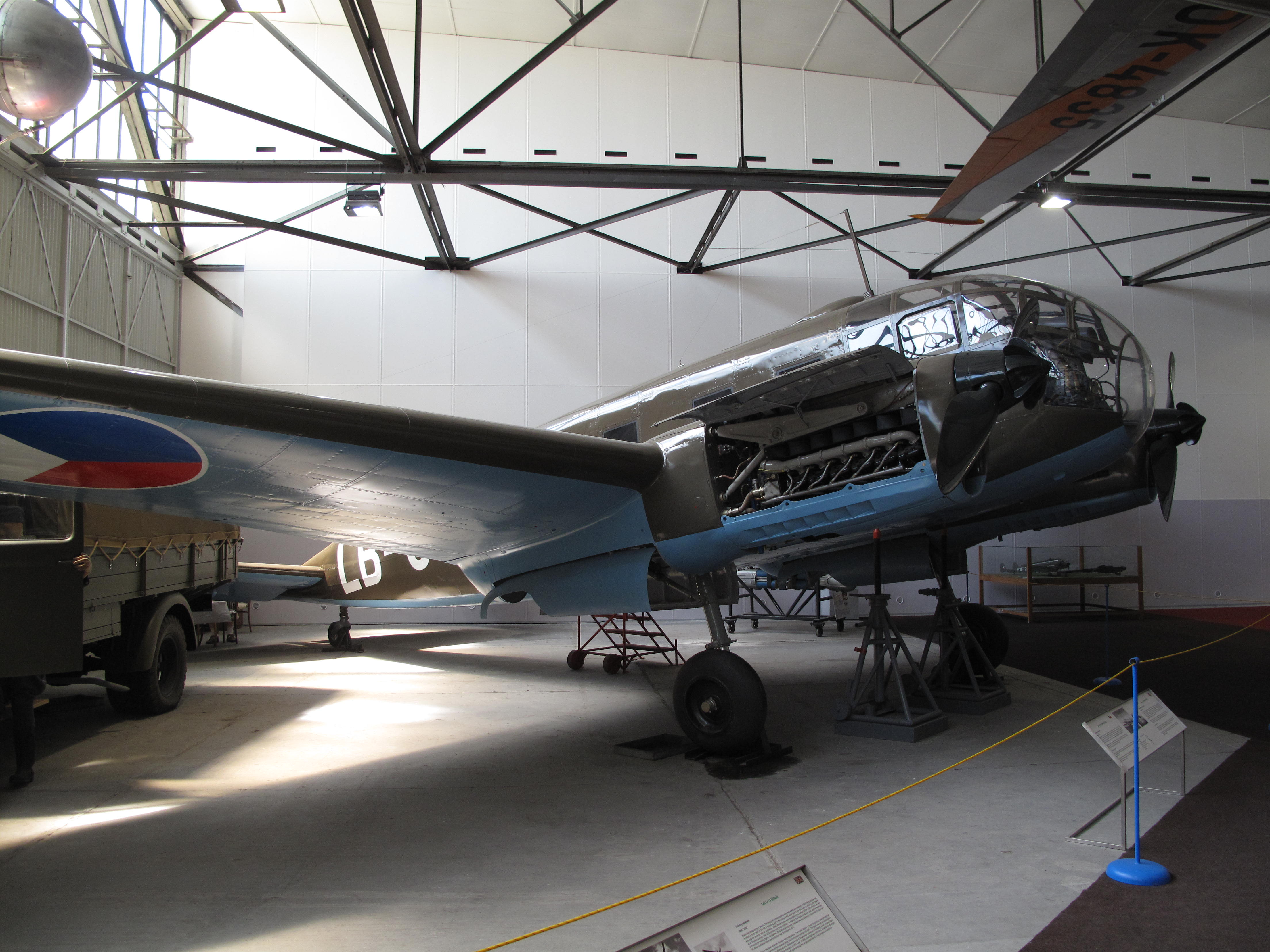
Il Siebel Si 204 esposto presso l'Aviation Museum Prague Kbely.

Dopo la fine della guerra, la produzione del Si 204 continuò sia in Cecoslovacchia che in Francia. La Aero Vodochody produsse 179 Si 204D, che sviluppò nelle versioni da addestramento Aero C-3A e C-3B, la seconda un bombardiere leggero da addestramento, la versione civile passeggeri C-103 e la versione da trasporto militare Aero D-44 sino al 1949. La francese SNCAC produsse 240 esemplari della versione da trasporto SNCAC NC-701 Martinet, più un certo numero, circa cento, della versione civile passeggeri SNCAC NC-702 Martinet. L'NC-701 si distingueva dai precedenti modelli per l'adozione di eliche tripala.

## Utilizzatori

### Militari
Cecoslovacchia
- Československé Vojenské Letectvo velivoli ex-Luftwaffe successivamente affiancati dagli Aero C-3, gli Si 204 prodotti localmente dopo la fine della seconda guerra mondiale.

 Francia
- Armée de l'air: velivoli ex-Luftwaffe successivamente affiancati dagli NC-701, gli Si 204 prodotti localmente dopo la fine della seconda guerra mondiale.

 Germania
- Luftwaffe

 Polonia
- Siły Powietrzne: 6 NC-701 di produzione francese in servizio tra il 1949 ed il 1955 nel ruolo di ricognitore fotografico e ricevuti dalla LOT[7]

 Unione Sovietica
- Voenno-vozdušnye sily: alcuni Si 204 preda bellica

 Svezia
- Svenska Flygvapnet: NC-701 di produzione francese

### Civili
Cecoslovacchia
- ČSA (postbellico - (Aero C-103))

 Germania
- Deutsche Luft Hansa (DLH) (4 esemplari)

 Paesi Bassi
- NLL Dutch National Aeronautical Laboratory

operò con un Si 204D-1 (di costruzione BMM) immatricolato PH-NLL dal 1946 al 1964.
 Polonia
- LOT: riconversione civile di 6 NC-701 francesi[7]

 Unione Sovietica
- Aeroflot (riconversione civile degli Si 204 preda bellica).

### Pubblicazioni
- Nico Sgarlato, Giorgio Tanzi, Si 204 e Fh 104, in Aerei nella Storia, nº 88, Parma, West-Ward Edizioni, febbraio-marzo 2013, ISSN 1591-1071 (WC · ACNP).